# Транспорт на Мартинике
Мартиника, подобно другим небольшим островам Карибского бассейна, не имеет железных дорог. По состоянию на 2000 год на Мартинике насчитывалось 2105 км асфальтированных автодорог.
Участок автодороги N5, модернизированный до автомагистрали, проходит от столицы Фор-де-Франс через Дюко и Ривьер-Сале (Rivière Salée) до Ле-Кото (Les Coteaux).
Порты имеются в Фор-де-Франсе и Ла-Трините (La_Trinité).
На острове есть три аэропорта, главный из которых — Международный аэропорт Мартиники имени Эме Сезера (Martinique Aimé Césaire International Airport). См. Список аэропортов на Мартинике (List of Airports in Martinique).